# Адам Бодор
А́дам Бо́дор (угор. Bodor Ádám) (*22 лютого 1936, Клуж-Напока) — угорський письменник. Політв'язень комуністичної Румунії (1952—1954). Згодом — емігрант в Угорщині.

## Біографія
Народився в Трансильванії, в родині банківського службовця. Належав до угорської громади в Румунії (секеї). Навчався в реформатській школі. У 1952 звинувачений у злочинах проти держави (поширював листівки), провів два роки у в'язниці. Після звільнення працював на фабриці. Закінчив факультет теології Клужського університету, але священиком не став, служив в церковному архіві, в першій половині 1960-х працював перекладачем.
Перше оповідання і книгу оповідань опублікував в 1965. Став членом Спілки письменників Румунії. У 1982 переїхав до Угорщини, оселився в Будапешті. Працював у видавництві. Широку популярність йому принесла гротескно-фантастична повість «Зона Сіністра» (1992), перекладена на багато мов. Ряд творів письменника екранізовані.

## Вибрані твори
- 1969 A tanú/ Свідок (новели);
- 1974 Plusz-mínusz egy nap/ Плюс-мінус один день (цикл розповідей);
- 1978 Megérkezés északra/ Нічого не сталося (новели);
- 1981 A Zangezur hegység/ Зангезурські гори (новели);
- 1985 Az Eufrátesz Babilonnál/ Євфрат у Вавилоні (новели);
- 1991 Sinistra körzet/ Зона Сіністра;
- 1994 A részleg/ Отдел (роман екранізований Петером Готаром 1995);
- 1999 Az érsek látogatása/ Приїзд архієпископа (роман екранізований Золтаном Камонді, 2007).

## Визнання
Премії:
- Аттіли Йожефа (1986);
- Тібора Дері (1989, 1992);
- Лайоша Кошута (2003) та інші нагороди.

Книгу Бодора «Плюс-мінус один день» екранізував Золтан Фабрі.